# (2337) Boubín
(2337) Boubín est un astéroïde de la ceinture principale.

## Description
(2337) Boubín est un astéroïde de la ceinture principale. Il fut découvert le 22 octobre 1976 à l'observatoire Zimmerwald par Paul Wild. Il présente une orbite caractérisée par un demi-grand axe de 2,60 UA, une excentricité de 0,17 et une inclinaison de 14,3° par rapport à l'écliptique.

## Compléments